# Бразос Бенд (Тексас)
Бразос Бенд (енгл. Brazos Bend) град је у америчкој савезној држави Тексас. По попису становништва из 2010. у њему је живело 305 становника.

## Демографија
Према попису становништва из 2010. у граду је живело 305 становника.
| Група             | 2000.  | 2010.       |
| Белци             | . (.%) | 275 (90,2%) |
| Афроамериканци    | . (.%) | 6 (2,0%)    |
| Азијати           | . (.%) | 7 (2,3%)    |
| Хиспаноамериканци | . (.%) | 12 (3,9%)   |
| Укупно            | .      | 305         |